# Sehetepkara
Sehetepkara Antef (IV) (fl. XVIII-XVII secolo a.C.) è stato un faraone della XIII dinastia egizia.

## Biografia
Diciottesimo sovrano della dinastia secondo il Canone Reale, è citato anche sulla lista reale di Karnak, su di un basamento di statua proveniente da Medinet Madi ed ora al museo del Cairo e su di un cilindro, dove compare nella forma:
| N5 | R4 | D28 |

| N5 | R4 | D28 |

| N5 | R4 | D28 |

| N5 | R4 | D28 |

s- htp k3 - Hetepkara

## Liste reali
| W25 | n&t&f |

| W25 | n&t&f |

| W25 | n&t&f |

| W25 | n&t&f |

| W25 | n&t&f |

| W25 | n&t&f |

| W25 | n&t&f |

| W25 | n&t&f |

| HASH | W25 | n&t&f | HASH |

| HASH | W25 | n&t&f | HASH |

| HASH | W25 | n&t&f | HASH |

| HASH | W25 | n&t&f | HASH |

| HASH | W25 | n&t&f | HASH |

| HASH | W25 | n&t&f | HASH |

| HASH | W25 | n&t&f | HASH |

| HASH | W25 | n&t&f | HASH |

## Titolatura
| G5 |

| G5 |

|       |
| \| \| |
|       |
|       |

|  |

|       |
| \| \| |
|       |
|       |

|  |

| G16 |

| G16 |

|  |

| G8 |

| G8 |

|  |

| M23 · X1 | L2 · X1 |

| M23 · X1 | L2 · X1 |

| N5 | s | R4 · t · p | D28 |

| N5 | s | R4 · t · p | D28 |

| N5 | s | R4 · t · p | D28 |

| N5 | s | R4 · t · p | D28 |

| N5 | s | R4 · t · p | D28 |

| N5 | s | R4 · t · p | D28 |

| N5 | s | R4 · t · p | D28 |

| N5 | s | R4 · t · p | D28 |

| G39 | N5 |

| G39 | N5 |

| W25 | n&t&f |

| W25 | n&t&f |

| W25 | n&t&f |

| W25 | n&t&f |

| W25 | n&t&f |

| W25 | n&t&f |

| W25 | n&t&f |

| W25 | n&t&f |

## Datazioni alternative
| Autore | Anni di regno     |
| ------ | ----------------- |
| Franke | intorno 1710 a.C. |